# Volkmar Mair (Verleger)
Volkmar Mair (* 6. Mai 1931 in Innsbruck, Tirol; † 25. April 2025) war ein österreichischer Verleger.

## Leben
Nachdem der gebürtige Innsbrucker Volkmar Mair von 1951 bis 1953 ein Volontariat beim Hallwag Verlag in Bern absolviert hatte, studierte er von 1953 bis 1959 in München, Hamburg und Paris Betriebswirtschaft, Wirtschaftsgeographie, Zeitungswissenschaft, Literaturgeschichte und Philosophie. Schon 1957 – mitten in seiner Promotion – übernahm er den Verlag seines Vaters, der überraschend mit 55 Jahren gestorben war. Das in Stuttgart (ab 1972 in Ostfildern-Kemnat) ansässige Familienunternehmen bestand zu dieser Zeit aus Mairs Geographischem Verlag (MGV) und der Druckerei Mairs Graphische Betrieb (MGB). Seine Dissertationsschrift Die Einwanderung nach Frankreich von 1918–1957, mit der er zum Dr. rer. pol. promoviert wurde, legte er 1959 vor.
Unter Volkmar Mairs Ägide entwickelte sich Mairs Geographischer Verlag, der Marken wie „Karl Baedeker“, „Kompass“, „ADAC-Verlag“, „Falk“ und „HB“ unter einem Dach vereinte, ferner die überaus erfolgreiche Reihe „Marco Polo“ hervorbrachte und seit 2005 unter dem Namen MairDumont firmiert, zum europaweiten Marktführer für touristische Informationen. Die Leidenschaft für das Thema Reisen war vom Vater, der in den 1920er-Jahren zu Expeditionen auf die Balkanhalbinsel und nach Nordafrika aufgebrochen war, auf ihn übergegangen. Der Vater lehrte ihn auch das kaufmännische Geschick, insbesondere die Verhandlungsstärke und Kooperationsbereitschaft.
Volkmar Mair war viele Jahre Vorsitzender der Geschäftsführung. Im Januar 2010 verließ er das Gremium, dafür trat seine Tochter Stephanie Mair-Huydts (* 1963) in die Geschäftsführung ein und übernahm die Funktion der Sprecherin. Sein Sohn Frank (* 1968) folgte später. Volkmar Mair war nun Vorsitzender des Verwaltungsrates von MairDumont.
Mair starb am 25. April 2025 am Bodensee.

## Ehrungen und Auszeichnungen
- 1996: Verdienstorden der Bundesrepublik Deutschland (Verdienstkreuz am Bande)
- 2012: Internationale Tourismus-Börse (ITB) Berlin BuchAward für sein publizistisches Lebenswerk[3]
- 2013: Tiroler Adler-Orden in Gold